# Oceanodroma melania
El paíño negro (Oceanodroma melania) es una especie de ave marina de la familia de los paíños, (Hydrobatidae). Es pequeña, posee una longitud de 23 cm, con una envergadura de 46-51 cm.
La especie se reproduce colonialmente en islas lejos de las costas de California del sur de los Estados Unidos y mar adentro en el golfo de California y Península de Baja California en México. Nidifica generalmente en grietas de rocas y en madrigueras de tierra suave. También nidifica en madrigueras no utilizadas, de alcas. Las colonias son atendidas durante la noche para evitar aves depredadores; como gaviotas, halcones peregrinos y búhos. Como la mayoría de los petreles, su capacidad de caminar se limita a arrastrase a lo largo de la madriguera. La hembra pone un solo huevo blanco por temporada de apareamiento, si el huevo se pierde pocas veces es reemplazado. Ambos padres comparten los deberes durante la incubación que dura alrededor de 50 días. La hembra es empollada unos días luego de salir del cascarón hasta que sea capaz de regular su temperatura corporal por sí sola, ambos padres se encargan de proporcionar comida. Las hembras empluman 10 semanas después de salir del cascarón. 
El paíño negro pasa el resto del año en el mar, pero aparece cerca de las costas, que la mayoría de otros petreles de las tormentas. Por esta razón, pueden ser avistados desde tierra firme. Emprende un viaje de migración desde las aguas que rodean sus crías y suele, aunque poco común, tener dos terrenos para invierno; uno en las corrientes de California en mar adentro lejos de las costas de California central; y otro más lejos mar adentro en las costas de América central hacia el sur alrededor de Colombia y Ecuador. Se cree que estos hábitos de migración tienen como fin evitar huracanes en sus lugares de cría.
Se alimenta, principalmente de crustáceos planctónicos, con preferencia larvas de langosta. También come peces pequeños y despojos. Se alimenta utilizando distintas técnicas incluyendo la alimentación por buceo, sumergiéndose 1 m, por debajo de la superficie, alimentación mientras nada por la superficie y alimentación mientras vuela.  En el mar, la alimentación es individual. 
El paíño negro es una especie común, que asciende a varios millones de pares, no se considera amenazada. Ha tenido perdidas en algunas de los lugares de cría, en particular por culpe de los gatos silvestres y ratas. Proyectos de restauración de islas han eliminado estos depredadores de varias islas de reproducción.